# Lasse Zäll
Lasse Zäll (født 15. november 1946 i Sverige) er head coach og administrerende direktør for Stifinder A/S (Pathfinder) i Århus. Virksomheden etablerede han i 1998 med LEGO's hovedaktionær, Kjeld Kirk Kristiansen. Siden 2010 ejes Stifinder A/S af Lasse Zäll og hans ældste søn, Christer Gaardmand Zäll.
Lasse Zäll er en af de første idrætscoaches i Danmark med speciale i idrætspsykologi og mentaltræning. Lasse Zäll var coach for det Danske Olympiske Hold i Seoul 1988 og i Barcelona 1992. Han har medvirket som coach ved VM, EM og nationale mesterskaber ved flere lejligheder og i mange sportsgrene.
Lasse Zäll vandt "Konsulentprisen" i 2003 for sit arbejde med udvikling i supermarkedskæden Irma.
Lasse Zäll udviklede "Stifinderprogrammet" i 1994, et personlighedsudviklende lederprogram baseret på inspiration fra eliteidræt, militære specialenheder og indiansk visdom. I 2007 har mere end 1000 ledere fra ind- og udland deltaget i programmet, som nu gennemføres i Danmark, Norge, USA og Dubai.
Kim Hundevadt fra Jyllands-Posten har skrevet bogen "Stifinderen – om coachen Lasse Zäll" i 2001.